# Menton, Alpes-Maritimes
Menton (în italiană Mentone) este un oraș în sud-estul  Franței (departamentul Alpii Maritimi), pe litoralul Mării Mediterane, la 40 km est de Nisa. Este una din cele mai cunoscute stațiuni de pe Coasta de Azur, renumită atît pentru cadrul natural deosebit, cît și pentru patrimoniul istoric și cultural (orașul vechi, palatul-muzeu Carniole și parcul omonim, muzeul memorial Jean Cocteau, primăria cu Sala Căsătoriilor pictată de Jean Cocteau ș.a.).